# Wilhelm Florentin von Salm-Salm
Wilhelm Florentin von Salm-Salm (Anholt, 10 maggio 1745 – Hahnbach, 14 settembre 1810) è stato un arcivescovo cattolico tedesco.

## Biografia
Era il diciottesimo figlio del maresciallo di campo austriaco e governatore di Anversa, Nicola Leopoldo di Salm-Salm (sovrano del principato di Salm-Salm). Era destinato alla carriera militare e perciò frequentò il collegio di Juilly (Francia) e l'Accademia Teresiana a Vienna. Dopo aver optato per la carriera ecclesiastica, studiò poi teologia e diritto a Colonia e Liegi. Nel 1761 divenne canonico a Colonia, Strasburgo e Liegi. Nel 1765 ottenne lo stesso ruolo ad Augusta.
Fu ordinato sacerdote il 17 marzo 1771. Il capitolo della cattedrale di Tournai chiese a Maria Teresa d'Austria, dopo la morte del suo vescovo, di proporlo nel 1770 come nuovo vescovo di Tournai. Tuttavia, l'imperatrice lo nominò solo il 30 gennaio 1776 e il papa confermò la nomina il 20 maggio 1776. L'arcivescovo di Colonia Maximilian Friedrich von Königsegg-Rothenfels gli conferì, il 14 luglio 1776 nel Duomo di Bonn, la consacrazione episcopale.
Volle una buona istruzione religiosa della popolazione e fu allo stesso tempo caritatevole. Dal 1773 al 1788 fu per il suo nipote minore, reggente dei possedimenti familiari imperiali. Dal momento che una parte della diocesi di Tournai apparteneva alla Francia, fu direttamente colpito dalla Rivoluzione francese e partecipò alla assemblea degli Stati Generali a Versailles il 5 maggio 1789. Quando nel 1791 il clero del Brabante si unì ai rivoluzionari, abbandonò la sede vescovile, per solidarietà all'imperatore Giuseppe II. Si recò a Colonia, da dove continuò a governare la sua diocesi, impegnandosi per assicurare il conforto dei suoi diocesani e la lealtà verso la famiglia imperiale. Dopo un breve ritorno fuggì nel 1792 prima dell'arrivo delle truppe francesi, prima ad Anholt e poi a Colonia.
Per assicurare a Massimiliano Francesco d'Austria il suo voto elettorale, si presentò nel 1780 a Esztergom, la più ricca fra le arcidiocesi dell'impero. Nel frattempo, tuttavia, l'arcidiocesi di Praga era sede vacante e l'imperatore Francesco II lo nominò arcivescovo il 1º maggio 1793. Il Papa lo confermò il 23 settembre 1793, in modo che potesse recarsi a Praga già il 2 maggio 1794, per prendere possesso dell'arcidiocesi. Il 21 febbraio 1794 ricevette il pallio. Durante gli anni del suo episcopato l'arcivescovato fu scosso dalla preparazione alla guerra. Nel 1793 mise al sicuro, salvandola, la tomba d'argento di San Giovanni Nepomuceno, per cui pagò una tassa di guerra volontaria di 50.000 fiorini. Si fece carico, per un anno intero, del mantenimento del vescovo di České Budějovice, per 12.000 fiorini. Come vescovo, visitò diversi vicariati ogni anno, e morì durante uno di questi viaggi. La tomba dell'arcivescovo si trova nella cappella del castello di Kam"janec'-Podil's'kyj.

## Genealogia episcopale e successione apostolica
La genealogia episcopale è:
- Cardinale Scipione Rebiba
- Cardinale Giulio Antonio Santori
- Cardinale Girolamo Bernerio, O.P.
- Arcivescovo Galeazzo Sanvitale
- Cardinale Ludovico Ludovisi
- Cardinale Luigi Caetani
- Cardinale Ulderico Carpegna
- Cardinale Paluzzo Paluzzi Altieri degli Albertoni
- Papa Benedetto XIII
- Papa Benedetto XIV
- Papa Clemente XIII
- Arcivescovo Cesare Alberico Lucini
- Arcivescovo Maximilian Friedrich von Königsegg-Rothenfels
- Arcivescovo Wilhelm Florentin von Salm-Salm

La successione apostolica è:
- Arcivescovo Václav Leopold Chlumčanský (1795)

## Ascendenza
|                                         |                           |                                         | Genitori                                    |  |  | Nonni |  |  | Bisnonni               |  |  | Trisnonni                |  |
|                                         |                           |                                         |                                             |  |  |       |  |  | Karl Florentin zu Salm |  |  | Friedrich Magnus zu Salm |  |
|                                         |                           |                                         |                                             |  |  |       |  |  | Karl Florentin zu Salm |  |  | Friedrich Magnus zu Salm |  |
|                                         |                           | Marguerite Thésart                      |                                             |  |  |       |  |  | Karl Florentin zu Salm |  |  |                          |  |
| Wilhelm Florentin zu Salm               |                           |                                         |                                             |  |  |       |  |  | Karl Florentin zu Salm |  |  |                          |  |
|                                         |                           | Marie Gabrielle de Lalaing              | Albert François de Lalaing                  |  |  |       |  |  |                        |  |  |                          |  |
|                                         |                           | Marie Gabrielle de Lalaing              | Albert François de Lalaing                  |  |  |       |  |  |                        |  |  |                          |  |
|                                         |                           | Marie Gabrielle de Lalaing              | Isabelle de Ligne                           |  |  |       |  |  |                        |  |  |                          |  |
| Nikolaus Leopold zu Salm-Salm           |                           | Marie Gabrielle de Lalaing              |                                             |  |  |       |  |  |                        |  |  |                          |  |
|                                         |                           | Heinrich Franz von Mansfeld             | Bruno von Mansfeld                          |  |  |       |  |  |                        |  |  |                          |  |
|                                         |                           | Heinrich Franz von Mansfeld             | Bruno von Mansfeld                          |  |  |       |  |  |                        |  |  |                          |  |
|                                         |                           | Heinrich Franz von Mansfeld             | Maria Magdalena von Törring                 |  |  |       |  |  |                        |  |  |                          |  |
| Maria Anna Eleonora von Mansfeld        |                           | Heinrich Franz von Mansfeld             |                                             |  |  |       |  |  |                        |  |  |                          |  |
|                                         |                           | Marie Louise d'Aspremont                | Charles d'Aspremont                         |  |  |       |  |  |                        |  |  |                          |  |
|                                         |                           | Marie Louise d'Aspremont                | Charles d'Aspremont                         |  |  |       |  |  |                        |  |  |                          |  |
|                                         |                           | Marie Louise d'Aspremont                | Marie Françoise de Mailly                   |  |  |       |  |  |                        |  |  |                          |  |
| Wilhelm Florentin von Salm-Salm         |                           | Marie Louise d'Aspremont                |                                             |  |  |       |  |  |                        |  |  |                          |  |
|                                         | Karl Theodor Otto zu Salm | Leopold Philipp Karl zu Salm            |                                             |  |  |       |  |  |                        |  |  |                          |  |
|                                         | Karl Theodor Otto zu Salm | Leopold Philipp Karl zu Salm            |                                             |  |  |       |  |  |                        |  |  |                          |  |
|                                         | Karl Theodor Otto zu Salm | Maria Anna von Bronckhorst-Batenburg    |                                             |  |  |       |  |  |                        |  |  |                          |  |
| Ludwig Otto zu Salm                     | Karl Theodor Otto zu Salm |                                         |                                             |  |  |       |  |  |                        |  |  |                          |  |
|                                         |                           | Luise Marie von der Pfalz-Simmern       | Eduard von der Pfalz-Simmern                |  |  |       |  |  |                        |  |  |                          |  |
|                                         |                           | Luise Marie von der Pfalz-Simmern       | Eduard von der Pfalz-Simmern                |  |  |       |  |  |                        |  |  |                          |  |
|                                         |                           | Luise Marie von der Pfalz-Simmern       | Anne Marie de Gonzague-Nevers               |  |  |       |  |  |                        |  |  |                          |  |
| Dorothea zu Salm                        |                           | Luise Marie von der Pfalz-Simmern       |                                             |  |  |       |  |  |                        |  |  |                          |  |
|                                         |                           | Moritz Heinrich von Nassau-Hadamar      | Johann Ludwig von Nassau-Hadamar            |  |  |       |  |  |                        |  |  |                          |  |
|                                         |                           | Moritz Heinrich von Nassau-Hadamar      | Johann Ludwig von Nassau-Hadamar            |  |  |       |  |  |                        |  |  |                          |  |
|                                         |                           | Moritz Heinrich von Nassau-Hadamar      | Ursula zur Lippe                            |  |  |       |  |  |                        |  |  |                          |  |
| Albertine Johannette von Nassau-Hadamar |                           | Moritz Heinrich von Nassau-Hadamar      |                                             |  |  |       |  |  |                        |  |  |                          |  |
|                                         |                           | Anna Luise von Manderscheid-Blankenheim | Salentin Ernst von Manderscheid-Blankenheim |  |  |       |  |  |                        |  |  |                          |  |
|                                         |                           | Anna Luise von Manderscheid-Blankenheim | Salentin Ernst von Manderscheid-Blankenheim |  |  |       |  |  |                        |  |  |                          |  |
|                                         |                           | Anna Luise von Manderscheid-Blankenheim | Ernestine zu Sayn-Wittgenstein              |  |  |       |  |  |                        |  |  |                          |  |
|                                         |                           | Anna Luise von Manderscheid-Blankenheim |                                             |  |  |       |  |  |                        |  |  |                          |  |